# ドイツにおけるホロコースト

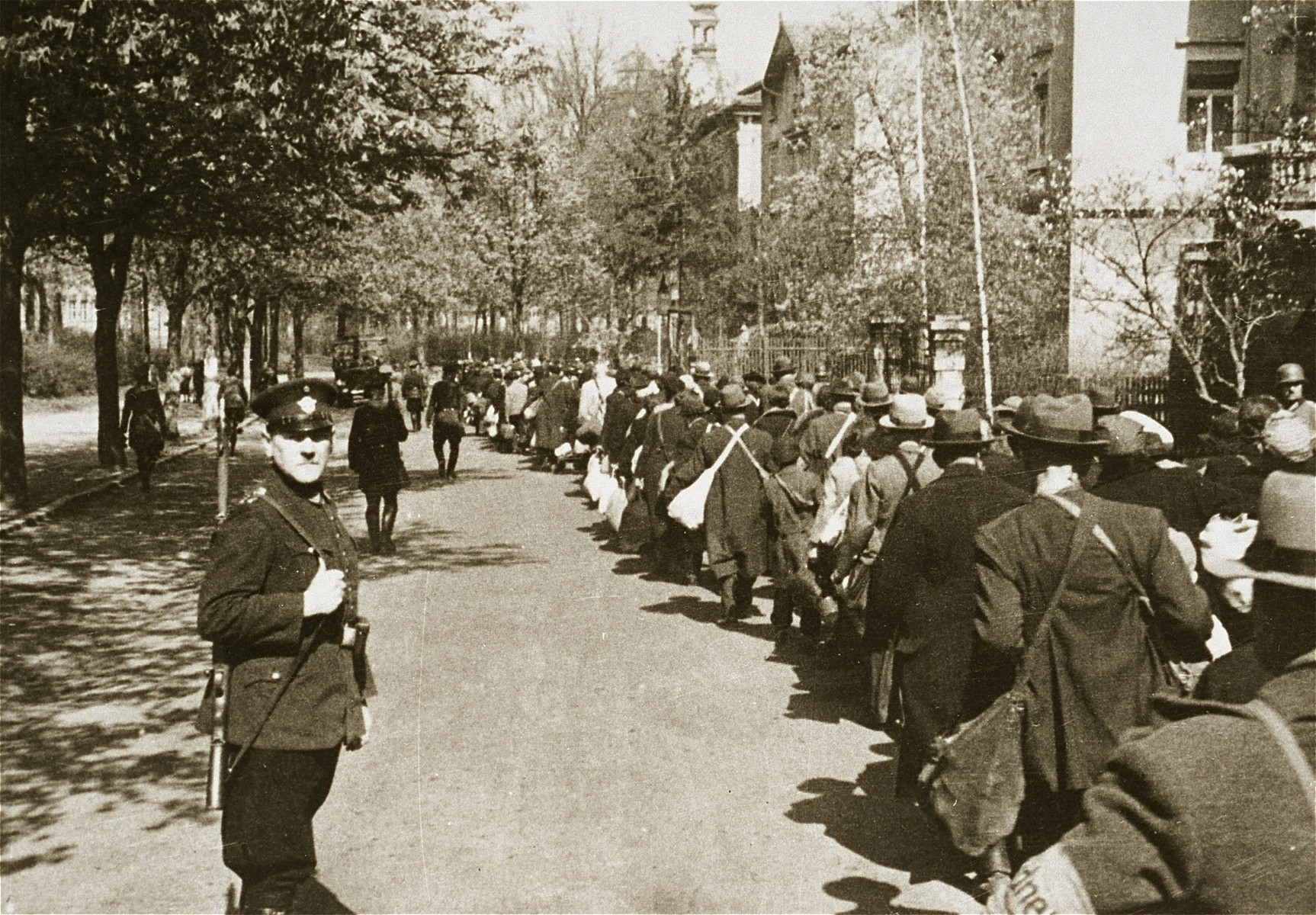
ユダヤ人がヴュルツブルクからポーランドのルブリン地区に追放された（1942年4月25日）

ドイツにおけるホロコーストは、ナチス・ドイツにより行われたユダヤ人に対する組織的な迫害、国外追放、収監、殺人であり、ヨーロッパで行われたホロコーストの一部である。ただし、この場合のドイツはナチスが政権を取る前の領域を指し、オーストリアあるいはベーメン・メーレン保護領のようなナチス・ドイツが併合した地域の一部あるいは全域を除く。
全体的に、1933年1月にドイツに住んでいた522,000人のユダヤ人のうち、およそ304,000人がナチス政権下の6年間で移住し、およそ214,000人が第二次世界大戦の開戦前に退去させられた。そのうち、16万から18万人がホロコーストで亡くなった。1943年5月13日の時点で、およそ20,000人のユダヤ人のみが残り、ドイツではjudenreinが宣言された。